# Пежо тип 156
Пежо тип 156 (фр. Peugeot Type 156) је моторно возило произведено између 1920. и 1923. године од стране француског произвођача аутомобила Пежо у њиховој фабрици у Сошоу. У том периоду је произведено 180 јединица. Ово је први велики модел након Првог светског рата, који је подсетио на Пежо тип 135, чија производња је престала 1913. године, с тим што је тип 156 био већи и моћнији.
У тип 156 уграђиван је шестоцилиндричан, четворотактни мотор са вентилима, запремине 5.954 cm³, који је постављен напред са погоном на задње точкове (задња вуча). Максиимална брзина је 90 км/ч. То је први мотор који је Пежо прозвео са вентилма. Каросерија је рађена у више варијанти лимузина, торпедо, купе-ландо, кабриолет са местом за четири до шест људи зависно од варијанте. Овај аутомобил је користио и француски председник. Овај модел је служио и за тестирање дизел мотора.
Тип 156 је последњи серијски произведен луксузни аутомобил ове величине чија је производња престала 1923 године. Исте године уведен је у производњу Пежо тип 174 који је био мањи од 156-ице, а његов шестоцилиндрични мотор је имао запремину "само" 3.828 cm³.

## Галерија
- Пежо тип 156, торпедо из 1923.
- Мотор Пежа тип 156